# Johann Heinrich Böhm (Schauspieler)
Johann Heinrich Böhm (* 1740 in Oberösterreich; † 1792 in Aachen) war ein österreichischer Schauspieler, Sänger sowie Regisseur und Theaterdirektor.

## Leben und Wirken
Über die frühen Jahre des wohl offensichtlich in der Wiener Theatertradition aufgewachsenen und ausgebildeten Johann Heinrich Böhm gibt es kaum Aufzeichnungen. Erstmals 1770 wird er als Darsteller in der Theatergruppe des Prinzipals Kajetan von Schaumburg in Brünn erwähnt, dessen Truppe er noch im September des gleichen Jahres übernahm. Mit diesem Wandertheater geht Böhm in den nächsten Jahren auf Reisen, wobei er versuchte, das Niveau durch weniger burleske Aufführungen anzuheben. Im Jahr 1776 gastierte Böhm zunächst am Kärntnertortheater in Wien, wo er unter anderem mit Jean Georges Noverre zusammenarbeitete und zwei Jahre später am Wiener Burgtheater am Michaelerplatz, wo er selbst auch als Schauspieler, Sänger und Regisseur auftrat.
Ab 1778 ging Böhm mit seiner Theatertruppe, der auch ein eigenes Orchester angeschlossen war, wieder auf Reisen, zunächst nach Salzburg, wo er Leopold Mozart kennenlernte, der ihm für seine Aufführungspraxis hohe Anerkennung zollte. In dieser Zeit entstand auch eine lebenslange Freundschaft mit Leopolds Sohn Wolfgang Amadeus Mozart, der für ihn im Jahr 1779 das Fragment gebliebene Singspiel Zaide (KV 344/366b) komponierte. Ein Jahr später gastierte Böhm in Augsburg, wo er im Mai Mozarts Oper La finta giardiniera in der deutschen Übersetzung von Franz Xaver Stierle unter dem Titel Die verstellte Gärtnerin aufführte.
Nach mehreren Zwischenstationen unter anderem in Ulm, Nürnberg und Kassel, zog es die Böhmsche Theatertruppe ins Rheinland, wo sie am 10. Februar 1783 die Eröffnung des Neuen privilegierten Comödienhauses in der Schmierstraße in Köln mit der Aufführung von Shakespeares Drama Richard II. gestaltete. Anlässlich der Eröffnung des Theaters Koblenz brachte Böhm am 22. November 1787 Mozarts Die Entführung aus dem Serail zur Aufführung, die er auch 1790 in Frankfurt am Main im Rahmen der Krönungsfeierlichkeiten für Leopold II. zum Kaiser inszenierte. Darüber hinaus fand durch seine Truppe die Frankfurter Erstaufführung von Schillers Drama Die Räuber statt. Eigens für diese mehrfachen Veranstaltungen stellte er ein erweitertes Ensemble zusammen, das sich den Namen Kurtrierische Schauspielertruppe gab. Während dieser sich über mehrere Wochen hinziehenden Feierlichkeiten wohnte Böhm im „Backhaus“ in der Kalbächer Gasse 10, in der auch zeitgleich sein Freund Wolfgang Amadeus Mozart untergebracht war.
Doch einen Großteil seiner Zeit verbrachte Böhm in Aachen, wo er bereits seit Mitte der 1780er Jahre die Vorstellungen im Alten Komödienhaus prägte. Hier bot seine Truppe dem Aachener Publikum beispielsweise im Jahre 1785 ebenfalls Mozarts Entführung, 1791 als Aachener Erstaufführung Schillers Räuber und 1792 Mozarts Don Giovanni.
Während seiner Zeit als Theaterleiter bevorzugte Böhm am liebsten melodiefreudige Singspiele, anfangs besonders Werke von Carl Ditters von Dittersdorf, wobei vor allem sein naturtreues Spiel in komischen Rollen gerühmt wurde. Ferner gehörten Ballette und Opern zu seinem Repertoire und hier vor allem die Werke von Mozart und Christoph Willibald Gluck ebenso wie zahlreiche Dramen beispielsweise Hamlet, Othello, König Lear und Macbeth.
Böhm war durch seine konsequente, auf Ordnung und Sitte bedachte Theaterleitung beliebt und seine Künstler hielten ihm teils jahrelang die Treue. Nach seinem Tod übernahm seine resolute und sparsame Frau Marianne Jacobs (* 1750), eine Schauspielerin aus Straßburg, die Theaterleitung. Sie führte vor allem die Auftritte in Aachen fort, inszenierte dort im Jahr 1794 Mozarts Zauberflöte, und als während der Franzosenzeit der Einfluss des deutschen Schauspiels zurückgedrängt werden sollte, ließ sie ab 1796 vor Beginn und teilweise auch während der Vorstellungen auf Anweisungen des Pariser Direktoriums republikanische Lieder wie Ah! Ça ira und die Marseillaise abspielen. Ab 1808 übernahm der jüngste Sohn Johann (* 1777) die Theatertruppe, doch nach einigen Auftritten ein Jahr später in Dortmund gibt es keine nennenswerten Erwähnungen des Böhmschen Wandertheaters mehr.
Weitere Kinder des Ehepaars Böhm waren der Sohn Franz (1776–1798), Bratschist und Kapellmeister und die beiden Töchter und Schauspielerinnen Nannette (* 1771) und Jeanette, die allesamt zunächst auch mit dem  Ensemble auftraten.